# Lújar
Lújar es una localidad y municipio español situado en la parte central de la comarca de la Costa Granadina, en la provincia de Granada, comunidad autónoma de Andalucía. A orillas del mar Mediterráneo, este municipio limita con los de Gualchos, Motril, Vélez de Benaudalla, Órgiva y Rubite.
El municipio lujeño comprende los núcleos de población de Lújar —capital municipal— y Los Carlos, así como los diseminados de Cambriles, Castillo, Corral de la Fuente de la Higuera, Espinar Alto, Los García, Miró, Las Piedras, Rubiales, Venta El Álamo y La Venta de Lújar, entre otros.

## Símbolos
Lújar cuenta con un escudo y bandera adoptados oficialmente el 9 de enero de 2003.

### Escudo
Su descripción heráldica es la siguiente:

Cortado y encajado de dos encajes, de plata (blanco) y sinople (verde), cargado en el superior de alcornoque de sinople y de cruz completa de oro (amarillo) en el inferior. Al timbre corona real cerrada.

### Bandera
La enseña del municipio tiene la siguiente descripción:

Rectangular, de proporciones 2:3 formada por dos franjas verticales encajadas, en proporción 1/3 y 2/3, siendo blanca al asta y verde con cruz completa amarilla al batiente.

## Historia
Los orígenes del municipio se remontan a la época fenicia. Posteriormente, en la época árabe perteneció a la taha de Órgiva y más tarde al Conde de Santa Coloma. El municipio reúne en sus calles el tradicional carácter medieval, con un entramado urbano y una arquitectura donde se conservan elementos como el tinao, pequeño portal que daba acceso a las viviendas. Como herencia de la etapa árabe, alberga en su territorio varias aljibes rurales, así como un entramado de acequias y albercas que hoy en día siguen siendo elementos fundamentales para el riego de los campos.
Entre 1550 y 1570, la obligada conversión de los mudéjares dio lugar a la huida de un importante número de moriscos al norte de África, quedando la zona despoblada. Con las repoblaciones del siglo XVIII la zona aumentó notablemente su población y su prosperidad económica, donde la viticultura y la minería era la fuente de ingresos fundamental.

## Geografía

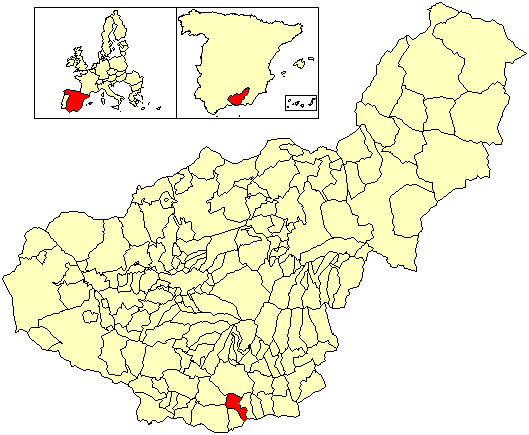
Extensión del municipio en la provincia de Granada

### Situación
Integrado en la comarca de la Costa Granadina, se encuentra situado a 93 kilómetros de la capital provincial, a 99 de Almería, a 182 de Jaén y a 318 de Murcia. El término municipal está atravesado por la autovía A-7 y la carretera nacional N-340 entre las ciudades de Motril y Almería.
| Noroeste: Vélez de Benaudalla | Norte: Órgiva                    | Nordeste: Órgiva y Rubite |
| Oeste: Motril y Gualchos      |                                  | Este: Rubite              |
| Suroeste: Gualchos            | Sur: Gualchos y mar Mediterráneo | Sureste: mar Mediterráneo |

### Orografía
El relieve del municipio es predominantemente montañoso, encontrándose el pueblo en la falda de la abrupta Sierra de Lújar perteneciente a la cordillera Penibética. La altitud oscila entre los 1844 m (pico Pelaos) y el nivel del mar en la cala de Cambriles. El pueblo se alza a 516 m sobre el nivel del mar. Así, el norte del territorio se caracteriza por un ascenso brusco hasta las elevadas cumbres de la sierra a más de 1700 m de altitud. En el sur del territorio el descenso es más progresivo, contando con numerosos barrancos y ramblas que canalizan el deshielo de las montañas.

## Demografía
Cuenta con una población de 487 habitantes (INE 2024), que se distribuyen de la siguiente manera:
| Unidad poblacional | Hab. |
| ------------------ | ---- |
| Lújar              | 189  |
| Los Carlos         | 79   |
| diseminados        | 220  |
| TOTAL              | 488  |

### Evolución de la población
| Gráfica de evolución demográfica de Lújar entre 1842 y 2021                                                         |
| |
| Población de derecho según los censos de población del INE Población de hecho según los censos de población del INE |

## Economía

### Evolución de la deuda viva municipal
| Gráfica de evolución de la deuda viva del Ayuntamiento de Lújar entre 2008 y 2019                                |
| |
| Deuda viva del Ayuntamiento de Lújar en miles de euros según datos del Ministerio de Hacienda y Función Pública. |

## Administración y política
Los resultados en Lújar de las últimas elecciones municipales, celebradas en mayo de 2023, son:
| Elecciones Municipales - Lújar (2023) | Elecciones Municipales - Lújar (2023)    | Elecciones Municipales - Lújar (2023) | Elecciones Municipales - Lújar (2023) | Elecciones Municipales - Lújar (2023) |
| Partido político                      | Partido político                         | Votos                                 | Votos                                 | Concejales                            |
| ------------------------------------- | ---------------------------------------- | ------------------------------------- | ------------------------------------- | ------------------------------------- |
|                                       | Partido Popular (PP)                     | 151                                   | 52,98 %                               | 4                                     |
|                                       | Partido Socialista Obrero Español (PSOE) | 73                                    | 25,61 %                               | 2                                     |
|                                       | Candidatura Independiente de Lújar (CIL) | 60                                    | 21,05 %                               | 1                                     |

### Alcaldes
| Legislatura | Nombre                          | Grupo  |
| ----------- | ------------------------------- | ------ |
| 1979-1983   | Antonio Jiménez Pérez           | UCD    |
| 1983-1987   | Antonio Jiménez Pérez           | ind.   |
| 1987-1991   | Antonio Jiménez Pérez           | UC-CDS |
| 1991-1995   | Antonio Jiménez Pérez           | PP     |
| 1995-1999   | Antonio Jiménez Pérez           | PP     |
| 1999-2003   | Elías Jiménez Ramírez           | PP     |
| 2003-2007   | Elías Jiménez Ramírez           | PP     |
| 2007-2011   | Diego Estévez Cabrera           | PSOE   |
| 2011-2015   | Manuel Mariano González Gallego | PP     |
| 2015-2019   | Manuel Mariano González Gallego | PP     |
| 2019-2023   | Manuel Mariano González Gallego | PP     |
| 2023-act.   | José Antonio González Cabrera   | PP     |

## Cultura

### Patrimonio
Entre su patrimonio está la iglesia del Santo Cristo de Cabrilla. Construida entre 1614 y 1618 en estilo mudéjar, presenta tres naves separadas por arcos de medio punto entre pilares, la central más alta y ancha que las laterales, que se cubren con bóvedas de medio cañón. A los pies cuenta con un acceso al coro y una capilla del baptisterio. La capilla mayor presenta planta cuadrada, está cubierta con bóveda vaída y tiene anexa la sacristía. Al exterior, la torre es de planta cuadrada y presenta tres cuerpos.